# Tooting Bec
Tooting Bec fica no bairro londrino de Wandsworth, ao sul de Londres, Inglaterra, Reino Unido.

## História
Tooting Bec aparece no Domesday Book de 1086 como "Totinges". Foi realizada em parte pela Abadia de Santa Maria de Bec-Hellouin e em parte pela Abadia de Westminster. Seus ativos no domesday eram: 5 hidas. Tinha 5½ arados, 13 acre(s)s (5,3 ha). Rendeu £ 7.
"Bec" (beco, que significa "riacho" em inglês) foi adicionado após a Abadia de Bec, na Normandia (Bec sendo o nome do rio local). Eles receberam terras na região dos normandos. Santo Anselmo, o segundo abade de Bec, é conhecido por ter visitado Tooting Bec antes de suceder Lanfranc como Arcebispo de Canterbury. Santo Anselmo também dá nome à igreja católica romana na esquina da Balham High Road com a Tooting Bec Road. Uma escultura em relevo de Santo Anselmo visitando a tribo Totinges (de onde Tooting recebe o nome) encontra-se no exterior da Prefeitura de Wandsworth.
Tooting Bec fica na Stane Street, uma estrada romana que ligava Londres a Chichester, a sudoeste.
A área inclui Tooting Commons e o Tooting Bec Lido, uma das mais antigas piscinas de água doce ao ar livre da Grã-Bretanha, aberta ao público pela primeira vez em 1906, e também a maior piscina de água doce em área de superfície do Reino Unido, com 91,44 m de comprimento e 30,18 m de largura.
O Tooting Bec Golf Club foi fundado em 1888. O clube desapareceu no final da década de 1920.
A banda finlandesa Hanoi Rocks escreveu a música "Tooting Bec Wreck" sobre suas experiências morando lá no início dos anos 1980.

## Lugares mais próximos
- Tocando
- Balham
- Streatham
- Wimbledon
- Earlsfield
- Mitcham
- Madeira de Colliers
- Furzedown

## Estação de metrô mais próxima
- Estação de metrô Tooting Bec

## Clube de Futebol
- Tooting Bec FC[6]